# عنف نفسي
الإساءة النفسية أو الإساءة الانفعالية (بالإنجليزية: Psychological abuse)‏ شكل من أشكال الإساءة وسوء المعاملة يوسم به الشخص الذي يُخضع غيره بسلوك قد يتسبب له بصدمات نفسية، بما في ذلك القلق، أو الاكتئاب المزمن أو اضطراب كرب ما بعد الصدمة أو يكون سبباً في تعريضه لذلك. وكثيراً ما يرتبط هذا العنف مع حالات من اختلال توازن القوى، مثل العلاقة المسيئة، والتنمر والاعتداء على الأطفال والعنف في مكان العمل. كما يمكن أن يرتكبها أشخاص يمارسون التعذيب أو غيره من أشكال العنف أو الإساءات لحقوق الإنسان الشديدة أو الممتدة، لاسيما دون تعويض قانوني مثل الاحتجاز دون محاكمة والاتهامات الكاذبة والإدانات الكاذبة والتشهير المغالى فيه مثل ما ترتكبه الدولة ووسائل الإعلام.

## التعاريف
اعتبارا من عام 1996، لم يكن هناك إجماع علمي حول تعريف الإساءة الانفعالية. وفي الواقع، في بعض الأحيان قدم الأطباء والباحثون تعريفات مختلفة للإساءة الانفعالية. «وتعتبر الإساءة الانفعالية أي نوع من أنواع الإساءات ذات الصبغة العاطفية وليست الجسدية. فمن الممكن أن تشمل كل شيء بدءًا من الإساءة اللفظية والنقد المستمر وصولاً إلى الأساليب الماكرة مثل الترهيب والتلاعب ورفض الابتهاج. ويمكن للإساءة الانفعالية أن تتخذ أشكالا متعددة. ويشمل السلوك المسيء ثلاثة أنماط عامة الاعتداء والحرمان والتحقير»؛ «الإهمال هو شكل آخر من أشكال الحرمان. ويتضمن الإهمال رفض الاستماع، ورفض التواصل، والتجاهل العاطفي كنوع من العقاب». على الرغم من عدم وجود تعريف محدد للإساءة الانفعالية، إلا أنه يمكن للإساءة الانفعالية أن تمتلك تعريفًا يتجاوز الإساءة اللفظية والنفسية.
اللوم والعار والسباب هي بعض السلوكيات المسيئة لفظياً والتي يمكن أن تؤثر على الضحية عاطفياً. وتتبدل القيمة الذاتية للضحية وسلامته النفسية بل وتقل بسبب الإساءة اللفظية، مما ينتج عنه ضحية للإساءة الانفعالية.
قد تعاني الضحية من آثار نفسية حادة. وقد يتضمن ذلك تكتيكات غسيل الدماغ، والتي تقع أيضًا تحت الإساءة النفسية، لكن تقوم الإساءة الانفعالية على التلاعب بمشاعر الضحية. وقد تتأثر مشاعر الضحية بالمسيء لدرجة قد تصل إلى عدم إدراكها لمشاعرها الخاصة فيما يخص المسائل التي يحاول المسيء السيطرة عليها. والنتيجة هي غياب مفهوم الضحية عن نفسها واستقلالها.
إلا أن مقياس التكتيك الصراعي المستخدم على نطاق واسع يصنف ما يقارب من عشرين تصرف أو سلوك متباين من «الاعتداء النفسي» في ثلاث فئات مختلفة:
1. الاعتداء اللفظي (كقول شيء يزعج شخص آخر أو يضايقه)؛
2. السلوكيات المهيمنة (كمنع شخص من الاتصال بأهله)؛
3. السلوكيات الناتجة عن الغيرة أو الحسد (كاتهام شريك أو صديق بالمحافظة على علاقات أخرى مشابهة للعلاقة التي تربطهما).

وعرَّفت وزارة العدل الأمريكية السلوكيات المسيئة انفعالياً بأنها كل ترهيب أو تهديد يتسبب بالخوف، وارتكاب ما يشكل أذى أو خطراً جسدي للنفس أو للشريك، أو الأطفال، أو أسرة الشريك أو أصدقائه، أو قتل الحيوانات المنزلية الأليفة، أو تدمير للممتلكات، ما يضطره للعزلة عن الأسرة أو الأصدقاء، أو المدرسة أو العمل. وتشمل السلوكيات المسيئة انفعاليا الأكثر انتشارا كل من الإهانات، والسباب، والسلوكيات الاستبدادية والمتقلبة، والتلاعب بالعقول (على سبيل المثال إنكار وقوع حوادث مسيئة سابقة). وأدت التكنولوجيا الحديثة إلى تواجد أشكال جديدة من الإساءة، من خلال الرسائل النصية والتنمر الإلكتروني عبر الإنترنت.
وناقشت وزارة الصحة الكندية في عام 1996م مسألة كون الإساءة الانفعالية حافز للباحث عن «السلطة وفرض السيطرة»، كما عرفته بكل ما من شأنه التسبب بنبذ، أو إهانة، أو ترويع، أو عزل أو إفساد أو استغلال أو «رفض للتجاوب العاطفي».
ولقد تناولت العديد من الدراسات أن موقف واحد من العدوان اللفظي، والسلوكيات المسيطرة أو الغيرة لا تشكل مصطلح «الإساءة النفسية». بل يتم تعريف الإساءة النفسية من خلال أنماط من السلوك، بخلاف سوء المعاملة الجسدية والجنسية حيث لا يلزمهما سوى حادثة واحدة لوصفهما بأنهما إساءة. فكتب تومسون وتوتشي أن «الإساءة الانفعالية تتصف بشكل أو نمط من السلوك (السلوكيات) الذي يحدث مع مرور الوقت [...] وبالتالي، فإن عنصري» الاستمرارية«و» التكرار«هما الأساس لتعريف مصطلح الإساءة الانفعالية.» ولقد عرف المؤلف والمحامي أندرو فاتشس، وهو محقق سابق في الجرائم الجنسية، الإساءة الانفعالية بـ «الانتقاص من الآخر باستمرار، قد يكون ذلك بقصد أو بلا وعي (أو بكليهما)، ولكنه نهج من السلوك دائم وليس حدثاً لمرة واحدة».

## الانتشار

### في العلاقات الحميمة
يعرف العنف الأسري بأنه سوء معاملة مزمنة عند الأزواج، والأسر، الصداقات، والعلاقات الحميمة الأخرى ويتضمن تصرفات عدوانية عاطفياً. فليس بالضرورة أن يؤدي الإيذاء النفسي إلى الإيذاء الجسدي، إلا أن الإيذاء الجسدي في العلاقات الأسرية غالباً ما يُسبق ويصحبه إيذاء نفسي. وكتب مورفي واوليري تقريراً يذكر فيه أن العنف النفسي من أحد الشريكين أوثق دليل للشريك الآخر يقطع فيه بأن ذلك مجرد بداية للاعتداء الجسدي.
وذكرت دراسة أجراها هامل ونشرت عام 2005م أن "كلاً من الرجال والنساء يتسبب أحدهم بأذى جسدي وعاطفي للآخر بمعدلات متساوية. كما وجد باسيل أن الاعتداء النفسي يصدر عن الطرفين في الحالات التي يذهب فيها الأزواج إلى المحكمة للفصل بينهم فيما يتعلق بالمشاكل الأسرية. كما في دراسة أجريت عام 2007م على 1886 طالب من طلاب الجامعات الإسبانية تتراوح أعمارهم بين 18–27 وجد أن العدوان النفسي (كأحد وسائل مقياس التكتيكات الصراعي) شائع في علاقات ما قبل الزواج على نحو يجعله كسمة ثابتة في هذه المرحلة، وأن المرأة أكثر ارتكاباً للاعتداء النفسي. ومثل هذه النتائج ظهرت في دراسات أخرى. ووجد شتراوس وآخرون أن الزوجات تستخدم العنف النفسي أكثر من الأزواج، بما في ذلك التهديد بالضرب أو برمي جسم ما. وفي دراسة قام بها جيوردانو وآخرون على 721 شخص من الشباب البالغين وجد أن الإناث في العلاقات الحميمة أو الزوجية أكثر عنفاً وتهديداً باستخدام السكين أو رفع السلاح في وجه أزواجهم.
وتذكر العديد من الدراسات التي أجريت بين عامي 1980م و1994م أن علاقات المثليات تسجل عموماً معدلات اعتداء بين الأشخاص - بما فيه الاعتداء النفسي أو العنف الأعاطفي - أعلى من مثيلاتها عند الأزواج مختلفي الجنس أو المثليين الذكور. بل إن هناك تقارير عن نساء ارتبطوا بعلاقات مع رجال ونساء على حد سواء ذكروا ارتفاع معدلات العنف من شريكاتهم من النساء.
أفاد مركز تبادل المعلومات الوطنية المعني بالعنف الأسرى، ووزارة الصحة الكندية أن 39% من النساء المتزوجات أو المتزوجات قانونياً عانوا من العنف العاطفي الذي مارسه الأزواج/والشركاء؛ وفي مسح أجري عام 1995م على أكثر من 1000 امرأة فوق سن الخامسة عشر ظهر أن 36-43% كتبوا تقريرات عن حالة عنف عاطفي خلال مرحلة الطفولة أو المراهقة، و39% تعرضن للإيذاء العاطفي في فترة الزواج/ما قبل الزواج؛ ولم يتناول هذا التقرير الصبيان أو الرجال الذين يعانون من العنف العاطفية من الأسر أو الأصدقاء الحميمين. وذكر برنامج وثائقي أذاعته بي بي سي تناول العنف الأسري، بما في ذلك سوء المعاملة العاطفية؛ أن 20% من الرجال و30% من النساء قد تعرضوا للعنف على يد شريكهم الآخر.
وكتب شتراوس وفيلد تقرير بينوا فيه أن العدوان النفسي أمر شائع في الأسر الأمريكية: «إذ تستشري الاعتداءات اللفظية على الأطفال على نحو كبير، مثلها مثل الاعتداءات الجسدية». وفي دراسة انجيزية أجريت عام 2008 م وجد أن الآباء والأمهات على حد سواء يمارسون الاعتداء اللفظي تجاه أطفالهم.

### العنف في مكان العمل
وتختلف معدلات الإبلاغ عن العنف العاطفية في أماكن العمل، فمن الدراسات ما يظهر أنها 10%، و 24%، و 36% من مرسلي التقارير يشيرون إلى وجود عنف عاطفي حقيقي متواصل من زملاء العمل.
ووجد كيشلي وجاجاتيك أن كلاً من الذكور والإناث يقوم بـ«تصرفات عدوانية عاطفياً» في مكان العمل بمعدلات مماثلة تقريبا. في وتبين نامي في دراسة مسحية أجريت على الشبكة العنكبوتية أن النساء أكثر تنمراً في مكان العمل، كإطلاق الشتائم، وكان متوسط مدة العتداءات هذه 16.5 شهراً.

## خصائص المعتدين
وفي استعراض بيانات الدراسة المتعددة التخصصات للصحة والتنمية في ديوندين (دراسة طولية عن فئة المواليد)، أفاد موفيت وآخرون بأنه بينما يعرض الرجال المزيد من العدوان بوجه عام، فإن الجنس ليس مؤشرا موثوقا به للعدوان الشخصي، بما في ذلك العدوان النفسي. ولقد توصلت الدراسة إلى أن العدوانية من الناس، بصرف النظر عن نوع الجنس الذي يتسم به الشخص، تشترك في مجموعة من السمات، بما في ذلك ارتفاع معدلات الشك والغيرة؛ وتأرجح المزاج المفاجئ والجذري؛ وسوء ضبط النفس؛ وارتفاع معدلات الموافقة على العنف والعدوان إلى مستويات أعلى من المتوسط. كما أن موفيت وآخرون يقولون بأن الرجال المعادين للمجتمع يظهرون نوعين متميزين من العدوان الشخصي (أحدهما ضد الغرباء والآخر ضد شريكات حميمة)، في حين أن النساء المعترضات للمجتمع نادراً ما يتعرضن للاعتداء ضد أي شخص آخر غير الشركاء الذكور الحميمين.
ويظهر مرتكبو الاعتداء العاطفي والبدني من الذكور والإناث معدلات عالية من اضطرابات الشخصية، وخاصة اضطراب الشخصية الحدية، واضطرابات الشخصية النرجسية، واضطرابات الشخصية المعادية للمجتمع. فمعدلات اضطراب الشخصية بين عامة السكان تتراوح بين 15% إلى 20%، في حين يعاني نحو 80% من الرجال المسيئين في برامج العلاج التي تأمر بها المحاكم من اضطرابات شخصية. العديد من هذه الاضطرابات لا يمكن عكسها ولكن يمكن إدارتها بالعلاج. في كثير من الأحيان لا يرى المعتدي خطأ في أفعاله والعلاج لا يبحث أبدا.
وقد يهدف المعتدون إلى تجنب الأعمال المنزلية أو ممارسة السيطرة الكاملة على الشؤون المالية للأسرة. ويمكن أن يكون المعتدون متلاعبون جداً، وكثيرا ما يجندون أصدقاءً وموظفين قانونيين وموظفين في المحاكم، بل وحتى أسرة الضحية إلى جانبها، بينما يحولون اللوم إلى الضحية.

## تأثيرات

### في إطار العلاقات الحميمة
معظم ضحايا سوء المعاملة النفسية داخل العلاقات الحميمة غالبا ما تشهد تغيرات في نفسية وأفعالهم. ويختلف هذا في مختلف أنواع وأطوال الإيذاء العاطفي. إن الإيذاء العاطفي طويل الأجل له آثار منهكة طويلة الأجل على شعور الشخص بالنفس والنزاهة. وفي كثير من الأحيان، تبين البحوث أن الإيذاء العاطفي هو مقدمة للإساءة البدنية عندما تكون هناك ثلاثة أشكال معينة من الإيذاء العاطفي في في العلاقة: التهديدات، وتقييد الطرف الذي يتعرض للإساءة، والأضرار بممتلكات الضحية.
وكثيرا ما لا يعترف الناجون من العنف المنزلي بالاعتداء النفسي على هؤلاء الضحايا. ولقد جاء في دراسة أجراها جولدسميث وفريد لطلاب الجامعات أن العديد من الذين تعرضوا للإساءة العاطفية لا يصفون سوء المعاملة بأنه مسيء. بالإضافة إلى ذلك، تظهر جولدسميث وفريد أن هؤلاء الأشخاص يميلون أيضاً إلى عرض معدلات أعلى من متوسط لامفرداتية (صعوبة في تحديد ومعالجة عواطفهم الخاصة). وكثيرا ما يكون هذا هو الحال عند الإشارة إلى ضحايا سوء المعاملة في إطار علاقات حميمة، حيث أن عدم الاعتراف بأفعال إساءة المعاملة قد يكون آلية مواجهة أو دفاع من أجل السعي إما إلى السيطرة على الضغط النفسي أو الصراع أو التقليل منه أو التسامح معه.
ويمكن أن يكون عدم الرضا في إطار الزواج أو العلاقة ناتجاً عن سوء المعاملة أو العدوان النفسي. وفي دراسة أجريت في عام 2007، أفاد لوران وآخرون بأن العدوان النفسي على الأزواج الصغار يرتبط بانخفاض مستوى الرضا لدى كلا الشريكين: «يمكن أن يشكل العدوان النفسي عقبة أمام تطور الأزواج لأنه يعكس أساليب قسرية أقل نضجا وعدم القدرة على تحقيق التوازن الفعال بين الذات والاحتياجات الأخرى». في دراسة عام 2008 حول عدم الرضا عن العلاقة بين المراهقين وولش وشولمان يشرح، «كلما كانت الإناث الأكثر عدوانية نفسياً، كان أقل رضا كلا الشريكين. وقد وجدت الأهمية الفريدة لسلوك الذكور في شكل انسحاب، وهو إستراتيجية أقل نضجا للتفاوض على الصراع. وتوقع انسحاب الذكور خلال المناقشات المشتركة زيادة الرضا».
هناك العديد من الاستجابات المختلفة للإساءة النفسية. وقد وجد جاكوبسون وآخرون أن النساء يبلغن عن معدلات خوف أعلى بشكل ملحوظ خلال النزاعات الزوجية. غير أن أحد الموظفين الذين تمت إعادة ضمنهم قال إن نتائج جاكوبسون غير صحيحة بسبب اختلاف التفسيرات لدى الرجال والنساء على نحو كبير للاستبيانات. ووجدت شركة كوكر وآخرون أن آثار سوء المعاملة العقلية متشابهة سواء كانت الضحية ذكراً أو أنثى. في دراسة أجريت عام 1998 عن طلاب كليات ذكور من قبل سيمونيللي وانجرام وجدت أن الرجال الذين تعرضوا للإساءة العاطفية من قبل شركائهم الإناث أظهرت معدلات أعلى من الاكتئاب المزمن لدى عامة السكان. وجد بيملوت - كوبياك وكورتينا شدة ومدة الإيذاء هما المتنبئان الدقيقان الوحيدان بعد آثار سوء المعاملة؛ وأن جنس مرتكب الاعتداء أو الضحية ليس مؤشرا موثوقا به.
ويشير التقرير الذي أعده إنجليزي وآخرون أن الأطفال الذين يعيشون في أسر يسود العنف بين أفرادها، من عنف نفسي وآخر لفظي، معرضون لاضطرابات خطيرة، بما في ذلك الاكتئاب المزمن، والقلق، واضطرابات إجهاد ما بعد الصدمة والعزلة والغضب. وأضاف التقرير أن أثر الاعتداء العاطفي «لا تختلف إلى حد كبير» عن أثر العنف الجسدي. كما يفيد جونسون وآخرون أن في مسح أجري على 825 مريضة أن 24% يعانون من عنف عاطفي، وعانوا من مشاكل تتعلق بأمراض النساء بمعدلات كبيرة. كما شملت دراستهم 116 رجلاً تعرضوا لعنف عاطفي على يد شريكاتهم، وذكر هاينز ومولي موريسون أن معدلات الإصابة باضطراب إجهاد ما بعد الصدمة وإدمان المخدرات والكحول عالية عند الضحايا.
وبينت دراسة لنامي عن العنف العاطفي في أماكن العمل أن 31 في المائة من النساء و21% من الرجال الذين أبلغوا عن حالات عنف عاطفي في مكان العمل ظهرت عليهم ثلاث أعراض رئيسية من أعارض اضطراب إجهاد ما بعد الإصابة وهي: (فرط التيقظ، وتداخل الصور والأحداث، وتجنب بعض التصرفات). كما أظهرت دراسة أجراها سيمونلي وإنغرام عام 1998م على 70 طالباً من الذكور في إحدى الكليات أن الرجال الذين تعرضوا للعنف العاطفي على يد شريكاتهم سجلوا معدلات اكتئاب مزمن أعلى من عامة السكان.
كما أظهرت دراسة جولدسميث وفريد على 80 طالباً من طلاب إحدى الكليات أن العديد من تعرضوا للعنف العاطفي لا يصنفون سوء المعاملة كعنف. بالإضافة إلى ذلك، تظهر الدراسة أن هؤلاء الأشخاص يسجلون معدلات أعلى من المتوسط في صعوبة تحديد مشاعرهم ومعالجتها.
ويرى جاكوبسون وآخرون أن النساء اللاتي يسجلن معدلات خوف عالية جداً أثناء النزاعات الزوجية. ومع ذلك، ورد في مذكرة تعقيبية أن نتائج جاكوبسون غير صحيحة بسبب اختلاف تفسيرات الرجال عن النساء في الاستبيانات جذرياً. وذكر كوكر وغيره أن آثار العنف الذهني تتشابه بغض النضر عما إذا كان الضحية ذكرا أو أنثى. ووجد بيملوت كوبياك وكورتيناأن شدة العنف وطول مدته هي المؤشر الوحيد الدقيق لآثار العنف؛ وليس لجنس الجاني أو المجني عليه أي مؤشر موثوق .
وتبين في تحليل لدراسة استقصائية كبيرة أجراها لاروش على 25,876 شخص أن النساء اللاتي يتعرضن للعنف على يد الرجال أكثر سعياً للحصول على المساعدة النفسية من الرجال الذين يتعرضون لنفس العنف على يد النساء (63% مقابل 62%).
وذكر لوران وآخرون في دراسة أجريت عام 2007م أن الاعتداء النفسي عند الأزواج الصغار يرتبط بقلة الرضا لكلا الشريكين: فـ"الاعتداء النفسي قد يمثل عائق للتطور العلاقة الزوجية حيث أنه يعكس أساليب تعسفية تعكس قلة النضج أقل نضجاً وعدم القدرة على تحقيق التوازن بين حاجات النفس/والآخر تحقيقاً فاعلاً (شملت هذه الدراسة 47 شخصاً). أما دراسة والش وشلمان الذان قاما بها عام 2008م فقد ذكرت أن العلاقة عدم الرضا لكلا الشريكين يرجح أن تكون مرتبطة بالعنف النفسي عند النساء، والتقهقر والانسحاب عند الرجال.

## المفاهيم الشعبية
وقد وجدت عدة دراسات معايير مزدوجة في كيفية ميل الناس إلى النظر إلى إساءة المعاملة العاطفية من جانب الرجال مقابل إساءة المعاملة العاطفية من جانب النساء. وقد وجد فولينغستاد وآخرون أنه عند تصنيف الصور القصيرة الافتراضية للإساءة النفسية في الزواج، يميل علماء النفس المهنيون إلى تصنيف إساءة معاملة الذكور للإناث على أنها أكثر خطورة من السيناريوهات المماثلة التي تصف إساءة معاملة الإناث للذكور: «ويبدو أن الارتباط النمطي بين العدوان البدني والذكور يمتد إلى رابطة إساءة المعاملة النفسية والذكور». وعلى نحو مماثل، أجرى سورينسون وتايلور مسحا عشوائيا لمجموعة من سكان لوس أنجلوس بولاية كاليفورنيا بسبب آرائهم في المقالات القصيرة الافتراضية عن إساءة المعاملة في العلاقات الجنسية بين الجنسين. وتبين من دراستهم أن إساءة المعاملة التي ترتكبها النساء، بما في ذلك إساءة المعاملة العاطفية والنفسية مثل السيطرة على السلوك أو إذلاله، تعتبر عادة أقل خطورة أو ضررا من إساءة المعاملة المماثلة التي يرتكبها الرجال. بالإضافة إلى ذلك، وجد سورينسون وتايلور أن لدى المجيبين مجموعة أوسع من الآراء حول مرتكبي الجرائم من الإناث، مما يمثل نقصاً في الأعراف المحددة بوضوح مقارنة بالردود على الجناة من الذكور.
عند النظر إلى الحالة العاطفية للمسيئين السيكولوجيين، ركز علماء النفس على العدوان كعامل مساهم. وفي حين أن من المعتاد أن يعتبر الناس الذكور أكثر عدوانية من الجنسين، فقد درس الباحثون عدوان الإناث للمساعدة على فهم أنماط إساءة المعاملة النفسية في الحالات التي تنطوي على مسيئي استعمال الإناث. ووفقا لما ذكره وولش وشلومان، فإن «ارتفاع معدلات العدوان الذي بدأته المرأة -بما في ذلك العدوان النفسي- قد ينجم جزئيًا عن مواقف المراهقين من عدم مقبولية العدوان الذكوري والمواقف الاقل سلبية نسبيا تجاه عدوان الإناث». وهذا المفهوم الذي يفيد بأن الإناث تُرفع مع قيود أقل على السلوك العدواني (ربما بسبب تركيز القلق على الاعتداء على الذكور) هو تفسير محتمل للنساء اللواتي يستخدمن العدوان عندما تكون مسيئة عقلياً.
وقد أصبح بعض الباحثين مهتمين باكتشاف السبب الذي يجعل النساء عادة لا يعتبرن مسيئين. وقد وجدت دراسة هامل لعام 2007 أن «المفهوم الأبوي السائد للعنف بين الشركاء» أدى إلى إحجام منهجي عن دراسة النساء اللاتي يسيء معاملتهن النفسية والجسدية لشريكهن من الذكور. وتشير نتائج إلى أن المعايير الثقافية القائمة تظهر أن الذكور أكثر هيمنة، ومن ثم فمن المرجح أن يشرروا في إساءة معاملة شركائهم الرئيسيين.
وقد وجد دوتون أن الرجال الذين يتعرضون لسوء المعاملة عاطفيا أو جسديا كثيرا ما يواجهون اللوم على أن الرجل يفترض خطأ إما أن يكون قد استفز أو استحق سوء المعاملة من جانب شريكاتهم من النساء. وعلى نحو مماثل، كثيراً ما يلقي ضحايا العنف المنزلي باللائمة على سلوكهم بدلاً من الأفعال العنيفة التي يمارسونها. وقد يحاول الضحايا باستمرار تغيير سلوكهم وظروفهم لإرضاء المعتدي عليهم. وكثيرا ما يؤدي ذلك إلى زيادة اعتماد الفرد على المعتدي عليه، حيث أنه قد يغير في كثير من الأحيان بعض جوانب حياته التي تحد من موارده. وتبين الدراسات أن المعتدين الانفعاليين كثيرا ما يستهدفون ممارسة السيطرة الكاملة على مختلف جوانب الحياة الاسرية. لا يتم دعم هذا السلوك إلا عندما تهدف ضحية الإساءة إلى إرضاء المعتدي عليهم.
فالعديد من المعتدين قادرون على السيطرة على ضحاياهم بطريقة متلاعبة، باستخدام أساليب لإقناع الآخرين بالتقيد برغبات المعتدي، بدلاً من إجبارهم على القيام بشيء لا يرغبون في القيام به. ويقول سيمون أنه نظراً لأن العدوان في العلاقات المسيئة يمكن أن يتم بشكل خفي وخفي من خلال أساليب التلاعب والسيطرة المختلفة، فإن الضحايا لا يدركون الطبيعة الحقيقية للعلاقة حتى تزداد الظروف سوءا بشكل كبير.

## الأسباب الثقافية
يقول بعض العلماء أن مئات أو آلاف السنين خلفت سلوكيات سلبية ضد المرأة بين العديد من الرجال في المجتمعات التي يهيمن عليها الذكور، وأن إساءة معاملة الزوجة ينبع من «الأنماط السلوكية والنفسية المعتادة عند معظم الرجال.. الحركات النسائية تسعى إلى فهم سبب استخدام الرجال عموماً القوة البدنية ضد شريكاتهم، وما الوظائف التي يخدمها بها ذلك المجتمع في سياق تاريخي معين». وبالمثل، يرى دوباش ودوباش أن «الرجال الذين يعتدون على زوجاتهم يرتقون في الواقع إلى الوصفات الثقافية التي يُعتز بها في المجتمع الغربي-العدوانية، وهيمنة الرجل، وتبعية المرأة-وأنها تستخدم القوة البدنية كوسيلة لفرض تلك الهيمنة»، في حين أن ووكر يرى أن للرجال «حاجة للسلطة ترتكز على الذكور اجتماعيا».
ورغم أن بعض النساء عدوانيات ومتسلطات على شركائهم من الرجال؛ إلا أن غالبية الاعتداءات في علاقات الرجال والنساء الجنسية يرتكبها الرجال أي في ما يقارب 80% في الولايات المتحدة الأمريكية، (علما أن النقاد أكدوا على أن دراسة وزارة العدل في هذه تبحث في أرقام وأعداد الجرائم، ولا تتناول على وجه التحديد أعداد العنف الأسري . ومع ان أقسام الجريمة والعنف الأسري قد تتداخل، فإن معظم حالات العنف الأسري لا تعتبر جرائم ولا ترسل فيها بلاغات إلى الشرطة – ولذلك يقول الناقدون أنه من غير الدقة اعتبار دراسة وزارة العدل بياناً شاملاً عن العنف الأسري لأن الأدلة الدامغة تبين أن الرجال والنساء يرتكبون العنف العاطفي والجسدي بنسب متساوية تقريباً) وتفيد دراسة عام 2002م أن عشرة% من العنف في المملكة المتحدة، عموما، ترتكبه الإناث على ضد الذكور. بيد أن البيانات الأخيرة فيما يتعلق بالعنف الأسري (بما في ذلك العنف العاطفي) تفيد تحديداً أن 3 من بين كل 10 نساء، ورجلان من بين 10 رجال يتعرضون للعنف الأسري.
ويرى البعض أن الآراء الأصولية للأديان، والتي نشأت في ثقافات يهيمن فيها الذكور، تميل إلى تعزيز العنف العاطفي، مستشهداً بسفر التكوين كمثال لنص استخدام لتبرير سوء معاملة الرجال الرجال للنساء: «في الحزن أنت سوف تلدين أطفال: ويجب أن تكون رغبتك لرغبة زوجك، وتكون له الكلمة عليك» ويشير النقاد كذلك إلى أن المحظورات الدينية الأصولية ضد الطلاق يجعل من الصعب أكثر لرجال الدين أو نسائه ترك الزواج المتعسف: كشفت دراسة استقصائية أجريت عام 1985م من رجال الدين البروتستانت في الولايات المتحدة قام بها جيم م. السدورف أن 21% من رجال الدين أولئك اتفقوا على أنه «لم يكن هناك أبداً حجم للعنف الذي يبرر للمرأة ترك زوجها»، كما رأى 26% أن «أي زوجة ينبغي أن تقدم لزوجها وتثق بأن الله سيكرم تصرفها أما بإيقاف العنف أو بإعطاءها القوة لتحمل ذلك».
وقد نقدت العديد من قصص الأطفال الصغار التي تحوي على قولبة نمطية مرتبطة بنوع الجنس، ومقاطع الفيديو الموسيقية وألعاب الحاسب للأطفال والمراهقين والتي تصور باستمرار الرجال بالعدوانيين والمتسلطين، والإناث للإغراء الجنسي فقط؛ حيث تصور المرأة بأنها تطارد ويمسك بها عندما تهرب.
ويقول المنتقدون أن النظم القانونية أيدت التقاليد التي تسود فيها هيمنة الذكور في الماضي، فيما بدأ معاقبة المعتدين على تصرفاتهم في السنوات الأخيرة فقط. كما حظرت بعض القوانين في القرون الماضية على وجه التحديد ضرب الزوجة على سبيل العقاب: "إذ اعتمدت هيئة الحريات في 1641م بيد الدول المستعمرة لخليج ماساشوستس قانوناً ينص على أنه: " ليس للزوج توبيخ الزوجة أو تأديبها جسدياً أو ضربها إلا إن كان في مقام الدفاع عن نفسه من اعتداءها عليه." وكتب أستاذ القانون في جامعة هارفارد عام 1879م أن "القضايا في المحاكم الأمريكية موحدة ضد حق الزوج في استخدام أي تأديب مهما كانت قوته تجاه الزوجة، لأي غرض من الأغراض".
وإن أقررنا أن الباحثات الإناث قد أنجزن عملاً قيماً وسلطن الضوء على المواضيع المهملة، فإن النقاد يرون أن العنف المبني على الفرضية الثقافية في هيمنة الذكور لا يمكن تبريره تفسيراً معمم لأسباب عديدة:
تصعِّب العديد من المتغيرات (العنصرية والعرقية، والثقافية والثقافية الفرعية، وكذلك الجنسية، والديانة، وديناميكا الأسرة، والأمراض العقلية، إلخ) أو تجعل من المستحيل تحديد أدوار الذكور والإناث بأي طريقة مجدية تنطبق على جميع السكان.
تظهر الدراسات أن خلافات حول تقاسم السلطة في العلاقات مرتبط بشدة بالعنف أكثر منه باختلالات السلطة.
ولم يكتشف البحث أن امتياز الذكور سبب وحيد لازم كاف للإساءة للمرأة، بل على العكس من ذلك، أسفرت الدراسات الخاضعة لاستقراء الأقران عن نتائج غير متناسقة عند مباشرة دراسة المعتقدات الأبوية وإساءة معاملة الزوجة. إذ يرى آيلو وشتراوس بأن النساء «صاحبات الحالة الاجتماعية المتدنية» في الولايات المتحدة يعانين من معدلات أعلى من إساءة المعاملة الزوجية؛ ومع ذلك، ترى مذكرة تعقيبية أن الاستنتاجات آيلو وشتراوس التفسيرية كانت «مربكة ومتناقضة». وتشير تقديرات سميث إلى أن المعتقدات الأبوية كانت من العوامل مسببة في 20% فقط من إساءة معاملة الزوجة. فيما أخفقت الدراسات الأخرى في العثور على علاقة سببية بين الاعتداء على الشريك والمتمسكين بالتقاليد والمعتقدات الثقافية. وكتب كامبلأنه «لا يوجد علاقة خطية بسيطة بين حالة الإناث، ومعدلات الاعتداء على الزوجة.» وكان لبعض الدراسات نتائج أخرى مماثلة. بالإضافة إلى ذلك، فقد كشفت دراسة للاميركيين من أصل إسباني أن الرجال المتمسكين بالتقاليد سجلوا معدلات أقل فيما يتعلق بالعنف ضد المرأ.
وتبين الدراسات أن برامج العلاج استناداً إلى نموذج امتياز السلطة الأبوية معيبة بسبب ضعف اتصال بين التعسف ومواقف المرء الثقافية أو الاجتماعية.
وتعترض العديد من الدراسات العملية على أن مفهوم اعتداء الذكور أو سيطرتهم على النساء هو مقبول ثقافيا. وتبين هذه الدراسات أن الرجال المعنفين هم شركاء غير كفء للتعارف أو الزواج على نطاق واسع . إلا أن هنا أقلية من هؤلاء الرجال يوصفون على أنهم كارهي النساء. فيما تتفق غالبية الرجال الذين يمارسون العنف ضد الزوجة على أن سلوكهم غير مناسب. وقد يرى أقلية من الرجال الاعتداء على الزوجة في ظروف محدودة. وعلاوة على ذلك، فغالبية الرجال غير متعسفين تجاه صديقاتهم الحميمات أو زوجاتهم لمدة العلاقات، خلافا للتوقعات التي تقول بأن الاعتداء أو العنف تجاه المرأة مكون فطري في الثقافة الذكورية.
ويقول دوتون أن العديد من الدراسات ترى أن العلاقات المختلفة الجنس والمثليين تسجل معدلات عنف أقل من نظيراتها عند علاقة المثليات، وأن النساء اللواتي انخرط في علاقات حميمة نسائية ورجالية كن أكثر تعرضاً للعنف مع النساء «يصعب شرحها من حيث هيمنة الذكور». بالإضافة إلى ذلك، تقترح دوتون أن «النزعة الأبوية يجب أن تتفاعل مع المتغيرات النفسية لمراعاة التباين الكبير في بيانات عنف السلطة. ويقترح أن بعض أشكال الأمراض النفسية تؤدي إلى اعتماد بعض الرجال الأيديولوجية الأبوية لتبرير علم الأمراض عندهم وترشيده.»
ويزعم البعض أن وجهات النظر الأصولية للأديان تميل إلى تعزيز إساءة المعاملة العاطفية. وتقول موباراكي: «إن عدم المساواة بين الجنسين يترجم عادة إلى اختلال في توازن القوى مع كون النساء أكثر عرضة للخطر. وهذا الضعف أكثر هشاشة في المجتمعات الابوية التقليدية».
إن كتاب سفر التكوين يعاقب النساء على وجه التحديد بعد آدم وحواء يعصونه: «في الحزن ستخرج أطفالا، وتكون رغبتك لزوجك وسيحكم عليك». الله يَدينُ آدم أيضا إلى حياة العمل، لخطيئة الإنصات إلى زوجته. هذا إلا واحد من أمثلة كثيرة على تفوق الذكور في الكتاب المقدس؛ ومع ذلك، كانت النساء من المؤيدين الأوائل للمسيحية بسبب رسالة يسوع للمساواة.
وتشير الدراسات إلى أن الحظر الديني الأصولي على الطلاق قد يزيد من صعوبة ترك رجال الدين أو النساء للزواج المسيء. وفي استطلاع أجري عام 1985 على رجال الدين البروتستانت في الولايات المتحدة، أجراه جيم م. ألزرف، تبين أن 21% منهم اتفقوا على أن «أي قدر من الانتهاكات لا يبرر ترك المرأة لزوجها، في أي وقت مضى»، و 26% اتفقوا على القول بأن «الزوجة يجب أن تخضع لزوجها وتثق بأن الله سيشرف عملها إما بوقف الإيذاء أو منحها القوة لتحمل ذلك». ذكر تقرير صادر في عام 2016 عن شبكة النساء المسلمات في المملكة المتحدة عدة حواجز تعترض النساء المسلمات في حالات الزواج المُسيئة اللاتي يطلبن الطلاق من خلال خدمات المجلس الشرعي. وتشمل هذه الحواجز: الاقتباس الانتقائي من نص ديني لتثبيط الطلاق؛ وإلقاء اللوم على المرأة عن الزواج الفاشل؛ وإعطاء وزن أكبر لشهادة الزوج؛ ومطالبة المرأة بتقديم شاهدين ذكريين؛ والضغط على المرأة في الوساطة أو المصالحة بدلا من منح الطلاق، حتى عندما يكون العنف المنزلي موجودا.